# Intruders
Intruders és un thriller coproduït per Espanya, Estats Units i Regne Unit, i dirigit per Juan Carlos Fresnadillo, estrenada el 2011. El guió està signat per l'escriptor Nicolás Casariego (finalista del Premi Nadal per la seva novel·la Cazadores de luz) i el director Jaime Marqués (Ladrones).

## Argument
La pel·lícula narra la història paral·lela de dues famílies les vides de les quals es veuen alterades per presències amenaçadores; a Espanya, una mare de família ha de protegir el seu fill Joan de l'atac d'un desconegut sense rostre; mentrestant, a Anglaterra, una nena anomenada Mia té malsons amb un fantasma anomenat Carahueca, un ésser que acabarà per convertir-se en un perill real per a ella i la seva família. Les presències es van fent més poderoses i comencen a dominar les seves vides i les de les seves famílies. La inquietud i la tensió creixen quan els seus pares també són testimonis d'aquestes aparicions.

## Repartiment
- Clive Owen
- Daniel Brühl
- Carice van Houten[4]
- Kerry Fox
- Ella Purnell
- Adam Leese
- Raymond Waring
- Pilar López de Ayala[5]
- Izan Corchero

## Producció
El projecte estatunidenc-britànic i espanyol conta entre entre el seu repartiment amb Clive Owen, Kerry Fox, Carice van Houten, Daniel Brühl i Pilar López de Ayala. El rodatge va començar a finals de juny a Londres, Madrid i Segòvia sota la direcció de Juan Carlos Fresnadillo. El guió fou escrit pels espanyols Nicolás Casariego i Jaime Marqués, basat en un conte de Juan Carlos Fresnadillo. Belén Atienza i Enrique López Lavigne treballen com a productors d'Antena 3 Films, Apaches Entertainment i Universal Pictures.

## Estrena
Prèviament a la seva estrena el 7 d'octubre de 2011, Intruders fou presentada el 13 de setembre de 2011 al Festival Internacional de Cinema de Toronto, i el 16 de setembre en el 59è Festival Internacional de Cinema de Sant Sebastià.

## Premis i nominacions
Nominacions
- 2012: Goya a la millor actriu secundària per Pilar López de Ayala
- 2012: Goya als millors efectes especials per Raúl Romanillos i David Heras